# Fade (Vain)
Fade è il quarto album dei Vain, uscito nel 1995 per l'etichetta discografica Polystar Records.

## Tracce
1. Holdin' On (Vain)
2. Shooting Star (Vain)
3. Quick Step to Love (Vain)
4. Powder Blue (Vain)
5. Dee Dee (Vain)
6. Languish (Vain)
7. Hollow and Spun (Vain)
8. Voyeurism (Vain)
9. Layin' Low (Vain)
10. Can't Get Back (Vain)

## Formazione
- Davy Vain - voce
- Danny West - chitarra
- James Scott - chitarra
- Ashley Mitchell - basso
- Louie Senor - batteria

### Altri musicisti
- Shawn Rorie - chitarra
- Tom Rickard - batteria
- Steven Adler - batteria